# Champ de blé avec une maison blanche à Auvers
Le Champ de blé avec une maison blanche à Auvers est un tableau de Vincent van Gogh peint en juin 1890 pendant son séjour à Auvers-sur-Oise, un mois avant de mourir. Cette œuvre est conservée à Washington, à la Phillips Collection. Elle mesure 48,6 × 83,2 cm.

## Histoire
Le 16 mai 1890, Vincent van Gogh quitte l'hôpital psychiatrique de Saint-Rémy et part pour Paris, où il arrive le lendemain. Il y rencontre son frère Théo, sa femme Johanna dont il fait la connaissance et leur petit bébé Vincent Willem, dont il est le parrain de baptême. Le 20 mai, il part pour Auvers-sur-Oise, où il est confié à la garde du docteur 
 Gachet. Le village fait une bonne impression à Van Gogh. Il se sent particulièrement attiré par les vieilles maisons qui deviennent bientôt le sujet de certaines de ses peintures. Il peint aussi les alentours et les champs de blé lui inspirent une douzaine d'œuvres. Dans une lettre en français à sa sœur Willemina du 13 juin 1890, il écrit sur la peinture de plusieurs tableaux, y compris ce champ de blé avec une maison blanche :
« Il y a un autre paysage avec de la vigne et des prairies au premier plan, les toits du village venant après. Et encore un avec rien qu’un champ vert de froment qui s’étend jusqu’à une villa blanche entourée d’un mur blanc avec un seul arbre. »

## Description et analyse
Un champ de blé vert s"étend au premier plan. À une certaine distance, on remarque une maison blanche au toit d'ardoises derrière un mur d'enceinte blanc. L'artiste a présenté le tout d'une manière détendue et calme, traitant de ce sujet certes avec objectivité, mais avec une note angoissante. En effet, le blé mûrit graduellement et, en dehors du champ, il y a un fond panoramique où les motifs sont serrés et les contours commencent à se brouiller. Van Gogh a introduit son style individuel dans le fond de la scène, revenant à une hypothèse qu'il avait négligée pendant des années : simplement montrer les choses telles qu'elles sont. En déplaçant la brosse, l'artiste a introduit de l'ordre dans le champ de blé, capturant presque chaque brin de blé dans un coup déterminé. Il a modérément utilisé la couleur, en la limitant aux variations entre le vert, le jaune délicat et le bleu. C'est seulement pour présenter les murs blanchis à la chaux de la maison, qu'il a utilisé un blanc plat. L'image est dominée par l'harmonie. Van Gogh a soigneusement enlevé toute trace de sa présence, et en enregistrant l'aspect habituel et désintéressé de cet endroit à l'écart du village, il a donné l'effet d'une idylle stérile.
L'artiste n'a pas toujours été aussi rigoureux avec lui-même que dans cette scène. Son art étouffé, presque apaisé, coexiste toujours avec un côté plus violent - un art basé sur la démonstration qui dépend du mouvement et de la distorsion. Van Gogh combine à Auvers à la fois la folie et l'équilibre, la violence et la maîtrise, le chaos et l'ordre. En général, les tableaux de cette période prennent un caractère plus décoratif, se rapprochant de l'idéal que l'artiste percevait déjà à Arles. Van Gogh cherche alors un art plus flexible, basé sur la beauté pure de formes interdépendantes, alors qu'à Saint-Rémy, l'artiste se sentait lié aux contraintes découlant de sa situation difficile, en essayant de traiter les motifs peints dans l'esprit de l'abstraction jusqu'à ce qu'ils deviennent métaphores de son état mental. À Auvers, son penchant pour le chaos s'équilibre par un perfectionnisme profond.